# Alex Lundqvist
Alex Lundqvist (ur. 14 kwietnia 1972 w Sztokholmie) – szwedzki model i profesjonalny gracz w paintball zespołu Jersey Authority w National Professional Paintball League (NPPL) oraz rosyjskiej legii w Paintball Sports Promotion (PSP) i National X Ball League (NXL), związany z agencją Be Patterson of Wilhelmina Models. Pracował dla takich światowej sławy projektantów mody jak Hugo Boss, Calvin Klein czy Gianni Versace.

## Życiorys
Dorastał wraz z bratem Maximusem w szwedzkiej liberalnej rodzinie. Po odbyciu służby wojskowej, studiował projektowanie komputerowe i podjął pracę w reklamie. Jego kariera rozpoczęła się latem 1994, kiedy został odkryty dla świata mody przez fotografa Bruce'a Webera i agenta Wilhelmina Models - Seana Pattersona. Rozpoczął od kampanii reklamowej Versace z Heleną Christensen, a następnie w 1995 wziął udział w pokazach mody męskiej Lagerfelda, kampanii Guess w Europie i Stanach Zjednoczonych.
Jako jeden z najlepszych modeli, pojawił się w licznych magazynach mody największych światowej sławy projektantów takich jak „Paper Magazine”, „GQ”, „Playgirl”, „New York Magazine”, „Elle”, „L'Uomo Vogue” „Top Model” czy „Vogue Hombre”. Wystąpił w programie MTV House of Style ze swoim najlepszym przyjacielem po fachu Markiem Vanderloo. 
W lutym 1995 roku prezentował wyroby Valentino, Versace, Armani, Gucci i Calvina Kleina w Paryżu, Mediolanie i Nowym Jorku. 
W kwietniu 1995 wystąpił w kampanii Guess Lagerfelda z Nadją Auermann, Laetitią Castą i Valerią Mazzą. W latach 1995–1997 brał udział w telewizyjnych kampaniach reklamowych Guess. 
Wystąpił też w telewizyjnym dramacie Total Romance (2002) i sequelu Total Romance 2 (2002), a także w melodramacie On the Horizon (2015), dramacie Maki (2017).
Zamieszkał w Nowym Jorku, pracując dla wielu twórców mody. Pojawił się w teledysku Fergie do przeboju „Clumsy” (2007).
Związany był z modelką Nadją Auermann. Ożenił się z Keytt Lundqvist.